# Институт прикладной астрономии РАН
Институт прикладной астрономии (полное официальное название — «Федеральное государственное бюджетное учреждение науки Институт прикладной астрономии Российской академии наук», сокращённое — ИПА РАН) — астрономический институт, ведущий исследования в области новых методов астрометрии и геодинамики, эфемеридной астрономии, классической и релятивистской небесной механики, радиоастрономии и радиоинтерферометрии, космической геодезии и фундаментального координатно-временного обеспечения.

## История
ИПА РАН был образован 13 ноября 1987 года по постановлению Президиума АН СССР N941.
С начала 2012 года изменён тип и полное наименование института на «Федеральное государственное бюджетное учреждение науки Институт прикладной астрономии Российской академии наук», по постановлению Президиума РАН № 262 от 13 декабря 2011 года. Сокращённое название осталось прежним — ИПА РАН.
В 2022 году институту присужден специальный приз «За вклад в литературу» за вклад в увековечивании литературных деятелей России в Солнечной системе.

## Основные направления научной деятельности
- Исследования в области астрономии, эфемеридной астрономии и космической геодезии.
- Исследования в области наземной радиоинтерферометрии со сверхдлинными базами и радиоастрономии.
- Исследования в области классической и релятивистской небесной механики.
- Исследования в области фундаментального координатно — временного обеспечения.
- Построение фундаментальных систем отсчета и определение параметров вращения Земли.
- Исследования в области радиоастрономического и геодезического приборостроения.
- Издание астрономических и специализированных ежегодников, эфемерид малых планет и других официальных координатно-временных изданий.
- Эксплуатация и модернизация систем программного обеспечения радиоинтерферометрической сети «Квазар-КВО».

## Отделения института

### Отделение радиоастрономической аппаратуры
- Лаборатория антенн и антенных измерений
- Лаборатория радиоастрономический приемных устройств
- Лаборатория преобразования и регистрации сигналов
- Лаборатория времени и частоты
- Лаборатория корреляционной обработки
- Лаборатория информационных и вычислительных систем
- Центр корреляционной обработки

### Отделение радиоастрономических наблюдений
- Радиоастрономическая обсерватория "Светлое" (Приозерский отдел)
- Радиоастрономическая обсерватория "Зеленчукская" (Зеленчукский отдел)
- Радиоастрономическая обсерватория "Бадары" (Иркутский отдел)
- Отдел централизованной эксплуатации обсерваторий

### Отделение фундаментальной и прикладной астрономии
- Лаборатория эфемеридной астрономии
- Лаборатория астрономических ежегодников
- Лаборатория космической геодезии и вращения Земли
- Лаборатория малых тел Солнечной системы
- Группа релятивистской небесной механики

### Опытное производство
- Конструкторско-технологическая группа
- Радиомонтажный участок
- Механический участок
- Слесарный участок
- Сварочный участок

## Издания
ИПА РАН издает российские и международные астрономические ежегодники и альманахи, содержащие эфемериды Солнца, Луны, больших и малых планет и звезд, вычисленные с максимальной точностью в соответствии со стандартами, утверждёнными Международным астрономическим союзом, а также сведения о различных астрономических явлениях — затмениях Солнца и Луны, восходах и заходах Солнца и Луны, планетных конфигурациях и т. д. Эти издания являются единственными официальными эфемиридными документами в России, которыми могут пользоваться различные потребители и которые могут служить эфемеридным стандартом в любых работах.
Институт прикладной астрономии РАН издает еженедельные бюллетени определения параметров вращения Земли, включающие результаты обработки радиоинтерферометрических, лазерных и спутниковых наблюдений на глобальных сетях станций, их сравнение с данными Международной службы вращения Земли и годовой прогноз.

## Наблюдения
Институт прикладной астрономии РАН ведет регулярные радиоинтерферометрические и радиоастрономические наблюдения на радиоастрономических обсерваториях сети «Квазар-КВО» по международным и российским программам.

## Расположение
Подразделения Института прикладной астрономии РАН расположены в четырёх субъектах Российской Федерации: (Санкт-Петербург, Ленинградская область, Карачаево-Черкесская Республика, Республика Бурятия).
- 191187, Санкт-Петербург, наб. Кутузова, д. 10
- 197110, Санкт-Петербург, ул. Ждановская, д. 8
- 188833, Ленинградская область, Приозерский р-н, п. Светлое (обсерватория «Светлое»)
- 369140, Карачево-Черкесская республика, Зеленчукский р-н (обсерватория «Зеленчукская»)
- 671021, Республика Бурятия, Тункинский р-н, урочище Бадары (обсерватория «Бадары»).

## Руководители
- 1988 — 2011 Финкельштейн Андрей Михайлович.
- 2011 — 2017 Ипатов Александр Васильевич.
- 2017 — наст. время Иванов Дмитрий Викторович.